# 이세촌
이세촌(伊勢村)은 효고현 이보군에 존재했던 촌이다. 1955년에 하야시다촌과 합병해 하야시다정이 되어 소멸하였다.
지금의 이세 초등학교 구역에 해당하는 히메지시 중서부에 위치해 있었다.